# Championnats du monde de triathlon longue distance 2025
Navigation
Édition précédente Édition suivante
Les championnats du monde de triathlon longue distance 2025, 31e édition de la compétition, ont lieu le 29 juin 2025 à Pontevedra en Espagne. 
Ils sont organisés dans le cadre du Multisport World Championship, qui a lieu du 20 au 29 juin, et qui réunit plusieurs championnats mondiaux de sports gérés par la World Triathlon.

## Organisation
Les championnats du monde sont organisés par la World Triathlon qui regroupent plusieurs épreuves internationales de triathlon et de duathon.

## Palmarès
Les tableaux présentent les classements pour les hommes et les femmes du championnat du monde longue distance 2025.
| Rang               | Nom                  | Pays | Temps    |
| ------------------ | -------------------- | ---- | -------- |
| Médaille d'or      | Antonio Benito López |      | 05:33:33 |
| Médaille d'argent  | Dylan Magnien        |      | 05:40:52 |
| Médaille de bronze | William Draper       |      | 05:41:12 |
| 4                  | Lukáš Kočař          |      | 05:42:18 |
| 5                  | Jordi Montraveta     |      | 05:44:57 |
| 6                  | Ondrej Kubo          |      | 05:46:02 |
| 7                  | Louis Naeyaert       |      | 05:46:25 |
| 8                  | Joshua Amberger      |      | 05:46:47 |
| 9                  | Rostislav Pevtsov    |      | 05:47:55 |
| 10                 | Tom Vaelen           |      | 05:52:12 |

| Rang               | Nom                | Pays | Temps    |
| ------------------ | ------------------ | ---- | -------- |
| Médaille d'or      | Marjolaine Pierré  |      | 06:15:50 |
| Médaille d'argent  | Marta Lagownik     |      | 06:27:12 |
| Médaille de bronze | Charlène Clavel    |      | 06:30:48 |
| 4                  | Marta Bernardi     |      | 06:42:38 |
| 5                  | Hanna Maksimava    |      | 06:54:56 |
| 6                  | Margareta Bicanova |      | 07:14:47 |